# 牌口乡
牌口乡，是中华人民共和国湖南省益阳市赫山区下辖的一个乡镇级行政单位。

## 行政区划
牌口乡下辖以下地区：
新樟村、利兴村、张家塘村、牌口村、龙头窖村、流水口村、陈北塘村、飞龙寺村、注湖港村、金明村和虎形山村。